# Bhanrer
Bhanrer és una serralada muntanyosa de Madhya Pradesh que està formada per la part sud-oriental de les muntanyes Vindhya. S'inicia a la vora del riu Narbada i s'estén en direcció nord-est durant uns 195 km fins a arribar a la vall de Maihir.
El seu cim més alt és el Kalumbe o Kalumar, de 788 metres.